# Bukovac-barlang
A Bukovac (más néven Hirčeva) egy barlang Horvátországban,  Tengermellék-Hegyvidék megyében, a Sleme-hegy északnyugati lejtőin. A közeli Lokve idősebb lakói csak Nagybarlangnak (Velika pećina) hívják.

## Története
A Bukovac-barlang fontosságára az őstörténet tanulmányozása során először Kormos Tivadar magyar tudós hívta fel a figyelmet, aki Szilágyi László erdésszel együtt 1911 júliusában végzett itt kutatásokat, amelyek során számos állatcsontot, őskori tűzhely nyomát és egy nagyon érdekes tárgyat, szarvasagancsból készült csonthegyet talált a barlang belső terében. A régészeti körökben az a tapasztalat, hogy ilyen csonthegyek leginkább a modern emberek legkorábbi csoportjaihoz kapcsolódnak, akik Európa korábbi lakói, a neandervölgyiek uralma legvégén érkeztek ide. Ezért, amint Kormos publikálta kutatását, sok tudós érdeklődését felkeltette a Bukovac-barlang leletei iránt. 
Kormos után a barlangot Josip Poljak, majd több éven keresztül Mirko Malez akadémikus is feltárta, aki nagyszámú állati eredetű leletet talál benne. A barlangban számos barlangi medve és barnamedve maradványt, valamint olyan állatok maradványait fedezték fel, mint hóleopárdok, szarvasok és mások. A barlang továbbra is a tudományos érdeklődés látókörében maradt, így 2010-ben egy kisebb horvát és amerikai tudóscsapattal újabb kutatások indultak, akik a leletek korát 35-40 ezer évben határozták meg.